# Robert Shapiro (advokat)
Robert Leslie Shapiro, född 2 september 1942 i Plainfield, New Jersey, är en amerikansk advokat och författare. Han är mest känd för att ha varit en av åtta försvarsadvokater som ingick i advokatkonstellationen som företrädde O.J. Simpson i en av modern tids mest uppmärksammade rättegångar rörande morden på Simpsons före detta fru Nicole Brown Simpson och hennes vän Ron Goldman, som knivmördades den 12 juni 1994 i Brentwood i Kalifornien. Amerikansk media namngav advokatkonstellationen med namnet Dream Team på grund av att alla var stjärnadvokater och nationellt uppmärksammade. Han var den som ledde advokatkonstellationen men avsade sig det i januari 1995 och lät Johnnie Cochran ta över efter att Shapiro tyckte att Cochran spelade för mycket på raskortet och inte på själva anklagelsen i sig. De försvarade Simpson framgångsrikt och han blev friad den 3 oktober 1995 när domare Lance Ito läste upp juryns beslut.
Han har även företrätt andra klienter som bland annat Christian Brando, Johnny Carson, Rob Kardashian, Eva Longoria, Linda Lovelace, Ol' Dirty Bastard och Steve Wynn. Shapiro har också författat flertal böcker inom juridik.
Han avlade en kandidatexamen i företagsekonomi vid University of California, Los Angeles och en juristexamen från Loyola Law School.